# Дяченко, Андрей Авдеевич
Дяченко, Андрей Авдеевич (1940—1996) — комбайнер колхоза имени XX съезда КПСС Криничанского района Днепропетровской области Украинской ССР.
Родился 7 марта 1940 года в селе Анна-Зачатовка (ныне село Светлогорское Криничанский район Днепропетровская область, Украина). Украинец.

## Биография
Ещё в период учёбы в школе начал работать в сельском хозяйстве, участвуя в прополке свеклы, сборе кукурузы. После окончания семи классов школы начал работать в колхозе. Окончил курсы трактористов и с 1958 года начал работать трактористом в колхозе.
С 1958 по 1961 год служил в Советской армии в инженерно-строительном батальоне. Кроме трактора, освоил управление бульдозером, скрепер, экскаватор, автомобилем.
После увольнения в запас вернулся в родной колхоз и стал работать механизатором. В 1971 году стал победителем республиканского конкурса молодых комбайнеров. Добился высоких результатов в работе. В 1973 году, несмотря на сложные погодные условия, собрал 1650 тонн пшеницы, получив урожай до 50 центнеров с гектара. Данный результат оказался лучшим в области и лучшим среди молодых комбайнеров Украинской ССР.
Указом Президиума Верховного Совета СССР от 8 декабря 1973 года за большие успехи, достигнутые во Всесоюзном социалистическом соревновании, и проявленную трудовую доблесть в выполнении принятых обязательств по увеличению производства и продажи государству зерна, сахарной свеклы, масличных культур и других продуктов земледелия в 1973 году Дьяченко Андрею Авдеевичу присвоено звание Герой Социалистического Труда с вручением орден Ленина и золотой медали Серп и Молот.
Продолжал работать механизатором. В 1974 году комбайном СК-4 намолотил 1800 тонн зерна, а в 1975 году поставил Всесоюзный рекорд намолота зерна, получив 2360 тонн пшеницы.
Избирался делегатом XXV съездов КПСС, XXV съезда Кпу.
Жил в деревне Светлогорское. Умер 18 апреля 1996 года.

## Ссылка
- http://www.warheroes.ru/hero/hero.asp?Hero_id=24429